# Noreena maria
Noreena maria är en fjärilsart som beskrevs av Johnson, Eisele och Enrique Macpherson 1986. Noreena maria ingår i släktet Noreena och familjen juvelvingar. Inga underarter finns listade i Catalogue of Life.